# Долгий день уходит в ночь (фильм, 2025)
«Долгий день уходит в ночь» (англ. Long Day's Journey Into Night) — будущая ирландская драма по сценарию Дэвида Линдси-Эйбера, режиссёра Джонатана Кента. Главные роли исполнили Джессика Ланж, Эд Харрис, Бен Фостер и Колин Морган. Сюжет основан на одноимённой пьесе Юджина О’Нила.

## Сюжет
Действие разворачивается в течение одного дня в 1912 году и рассказывает о жизни и страданиях американской семьи Тайронов, сломленной самоограничениями и несбывшимися мечтами. Скупой отец Джеймс Тайрон, его страдающая морфинизмом жена Мэри, пьющий сын Джейми и больной сын Эдмунд связаны между собой отношениями любви и ненависти. Эгоцентричные главные герои не могут освободиться от паутины взаимных зависимостей. Только Эдмунд в конце пьесы находит выход из порочного круга взаимных упреков.

## В ролях
- Эд Харрис — Джеймс Тайрон
- Джессика Ланж — Мэри Тайрон
- Бен Фостер — Джейми Тайрон
- Колин Морган — Эдмунд Тайрон

## Производство
Съёмки начались в Ирландии в сентябре 2022 года. Съёмки проходили в графстве Уиклоу. В ноябре 2022 года стало известно о завершении съёмок. В мае 2024 года Ланж подтвердила в интервью People, что фильм «наконец-то закончен». Режиссёрский дебют Джонатана  Кента.